# Радлин

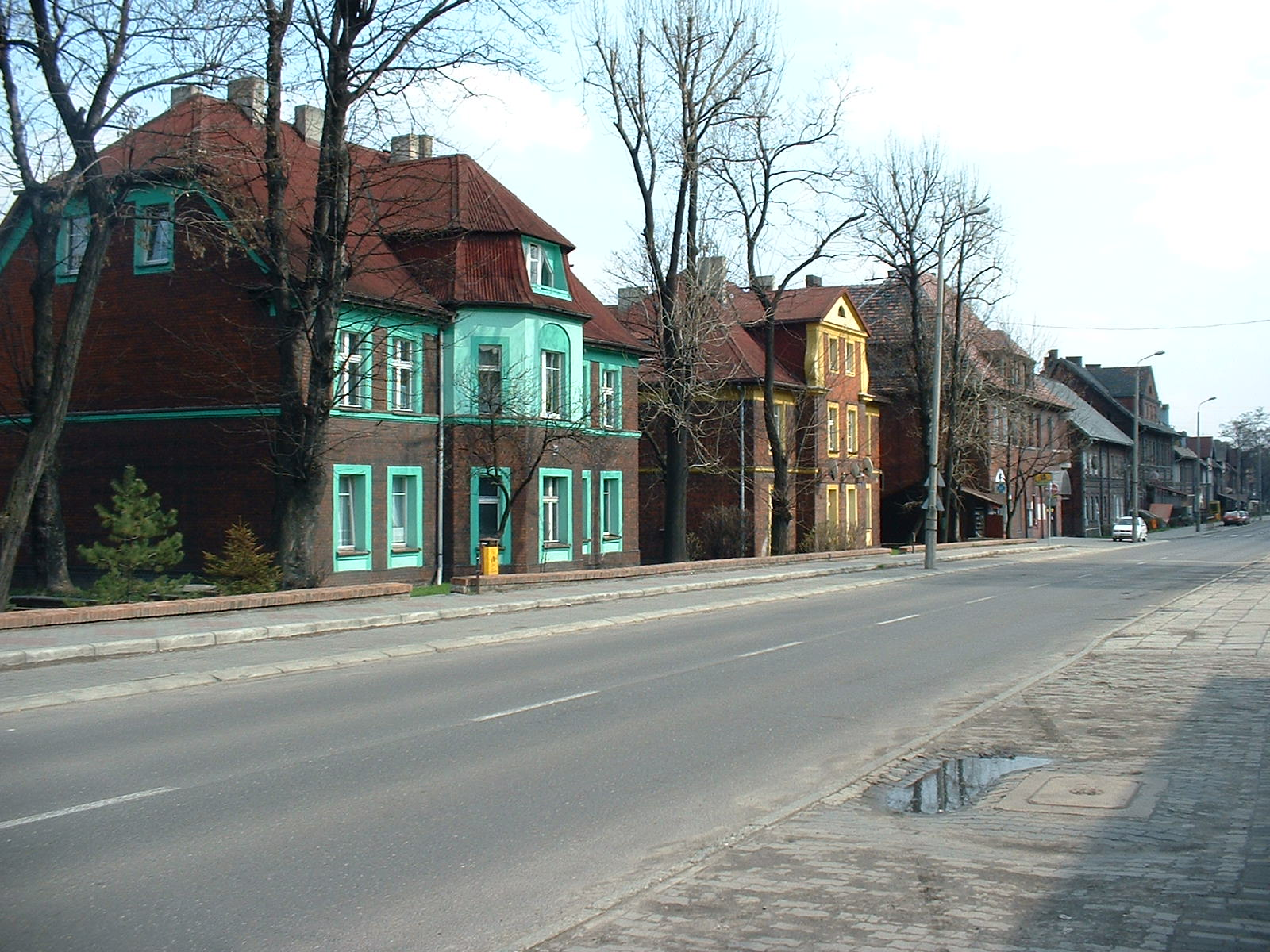

Радлин (пол. Radlin) — город в Польше, входит в Силезское воеводство, Водзиславский повят. Имеет статус городской гмины. Занимает площадь 12,53 км². Население — 17 673 человека (на 2004 год).